# Kőrák
A kőrák (Xantho hydrophilus) a felsőbbrendű rákok (Malacostraca) osztályának tízlábú rákok (Decapoda) rendjébe, ezen belül az úszó tarisznyarákok (Portunidae) családjába tartozó faj.

## Előfordulása
A kőrák elterjedési területe a Földközi-tenger és az Atlanti-óceán környező része, ahol kavicsos, görgeteges és homokos aljzaton él.

## Megjelenése
A kőrák jellemzői a kis méretű, szőrös járólábak és az erőteljes, ék alakú ollós lábak, melyek közül a jobb oldali erősebben kifejlődött. Az ollók szárai feketék, a test többi része sárgásbarna, zöldesszürke, gyakran sötétebb pontokkal és világosabb, kerek foltokkal rajzos. A homlok pereme elöl csipkézett, a fejtor oldalainak széle gyengén fogazott. A hátpajzs hosszúsága 4 centiméter.

## Életmódja
A kőrák színezetének köszönhetően az aljzattól alig különböztethető meg. A fényre érzékeny állatok beássák magukat, vagy kövek alá rejtőzve lesnek az arra jövő zsákmányállatokra. A fiatalok még idegen anyagokkal is álcázzák magukat.

## Szaporodása
A kőrák szaporodása a legtöbb rákéhoz hasonló. A potrohlábakon hordozott petékből kikelő lárvának hosszú hát- és oldaltüskéik vannak. Miután az úszólárva-állapoton átestek, fiatal rákokká fejlődnek.